# Sandan (divinità)

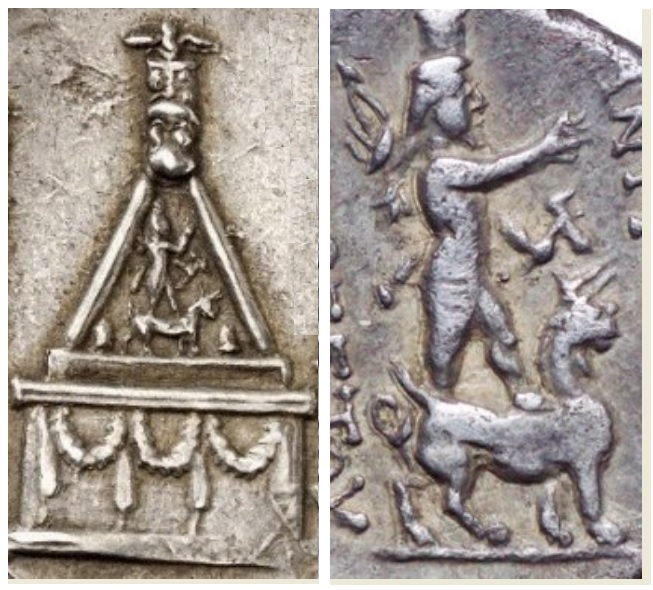
Il dio Sandan, particolari da monete.

Sandan (Sandon o Sandas) in greco (Σάνδην) è il nome di una divinità pagana, figura centrale del mondo religioso dell'antica Tarso (Ταρσός). 
Sandan fu spesso considerato l'omologo di Adone (Siria), di Attis (Frigia), di Osiride (Egitto) e di Tammuz (Babilonia).
Era una divinità della terra, ma anche un dio infero che mandava pestilenze.

## Sandan nell'arte classica
Esistono diversi reperti antichi su cui è raffigurata l'immagine di Sandan.
Lo schema iconografico che lo rappresenta è in piedi, con una ghirlanda in mano, una faretra sulle spalle e un leone con due lunghe corna al suo fianco. Altri schemi iconografici lo collocano all'interno di una edicola triangolare, posta su di una pira e sormontata da un'aquila.

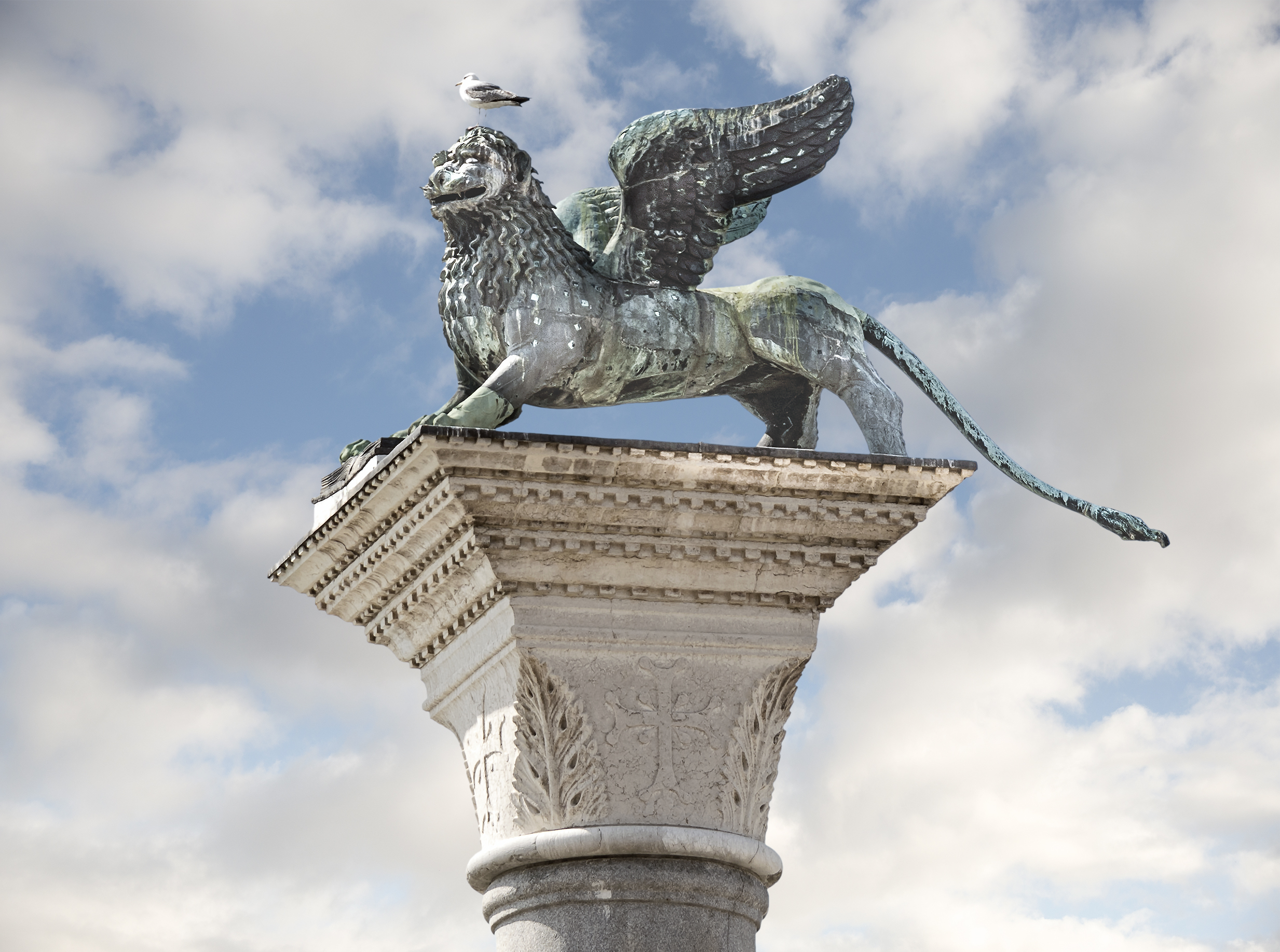
Il Leone visto dalla Piazzetta.

### Sandan e il leone di piazza San Marco
Il leone posto sopra la colonna che tuttora sovrasta piazza San Marco a Venezia è un ibrido fra un leone e un grifone prodotto nel primo ellenismo orientale ad opera di un artista greco o greco-ionico, fra la fine del IV e l'inizio del III secolo a.C.
Secondo numerosi studiosi questo sarebbe stato un monumento eretto a Sandan, protettore della città di Tarso. Qui, secondo gli studi degli archeologi, esisteva intorno al III secolo un monumento in cui la divinità appariva su un grande leone alato e cornuto, di aspetto compatibile con quello del leone di San Marco. Tarso fu sede vescovile almeno fino al VI secolo ed è plausibile che questa statua sia stata abbattuta perché ritenuta pagana, riducendola ad una semplice raffigurazione leonina (un grifone con la testa di leone). Sarebbero stati i veneziani, che erano soliti portare in patria bottini di guerra, a impadronirsi della statua.

## Il mitico fondatore di Tarso
'Sandan è il dio locale di Tarso'

### La religiosità popolare
A Tarso dal punto di vista religioso (e fatta eccezione per gli Ebrei della diaspora) le divinità pagane che si erano imposte su tutte le altre erano due: il giovane dio fattivo Sandan, che alcuni identificano con Heracles, principale divinità e un'antichissima divinità, forse l'anatolico Tarku, il dio eccelso, chiamato Baal-Tarz o anche Zeus,
Entrambi erano l'espressione del rispetto che le popolazioni dell'antica Cilicia nutrivano per la fecondità della terra, i suoi ritmi, i suoi misteri e i suoi frutti. Durante l'anno le loro statue venivano adorne con le primizie della terra: fasci di spighe, tralci di viti e fiori. 

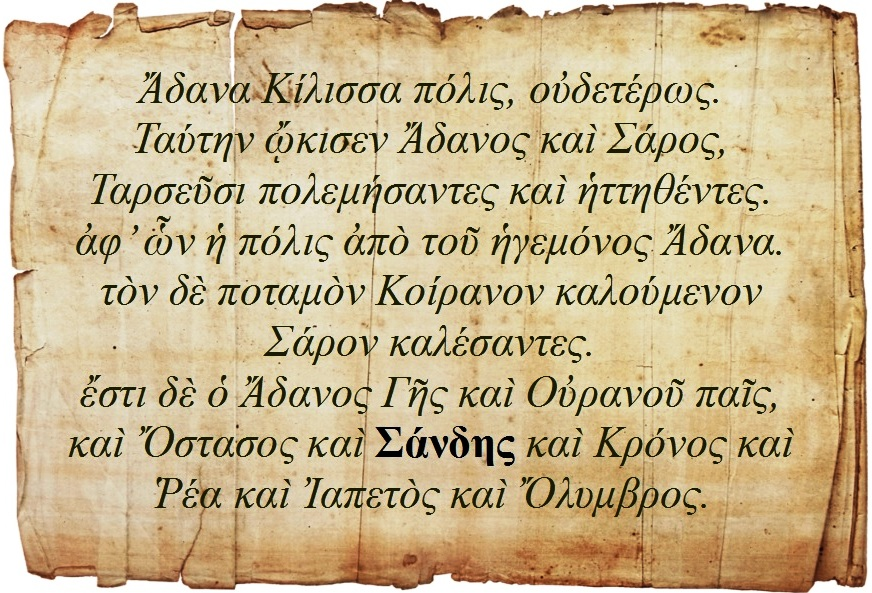
Riproduzione del papiro di Dionisio Bassarico.

## Iscrizioni e invocazioni sul dio Sandan
Dallo studio di un frammento di un papiro rinvenuto a Ossirinco, chiamato dagli studiosi Gigantiade (Gigantias) sono emerse indicazioni rilevanti su Sandan.
Contrariamente a quanto sostenuto da successivi studiosi, lo scriba Dionisio Bassarico identificato l'autore epico del papiro della Gigantiade, utilizza il nome Sandan per distinguerlo dall'omologo Heracles. 
Su una tavoletta di Boğazkale (Bogaz Köy) è descritto un rito ittita in cui si sacrifica una capra per allontanare da una casa la pestilenza e il dio Marduk con i suoi ministri detti Innarawanta in lingua ittita, cui corrispondono in luvio Sandan e gli Annarummenzi. 
Interessante è anche un'iscrizione in lingua lidia pervenutaci da Sardi, in cui si invoca Sandan contro chiunque violi una tomba.
Un testo ittita menziona Sandan e una sua statua, insieme a quella di un personaggio femminile, la dea Iyaya, che sembra essere la sua paredra

### Sandan nelle monete dell'Impero
Associare l'immagine dell'imperatore a quelle delle divinità, era un modo per affermare l'origine sovrannaturale del potere dell'imperatore. La moneta non era solo uno strumento economico, ma era 'anche uno strumento di propaganda e d'informazione'. Questa tendenza si era manifestata durante la campagna contro Pompeo, nella quale Cesare emise monete con immagini di Venere ed Enea, con l'obiettivo di sostenere l'ipotesi di una sua discendenza divina.
Diverse monete con il dio Sandan sono giunte fino a noi.  
Queste raffigurazioni sono state incise sul retro delle monete degli imperatori Caracalla e Macrino, mentre 
un'altra particolare raffigurazione è quella riportata sul retro della moneta di Antioco VIII Gripo che lo mostra all'interno di una pira sormontata da un'aquila.

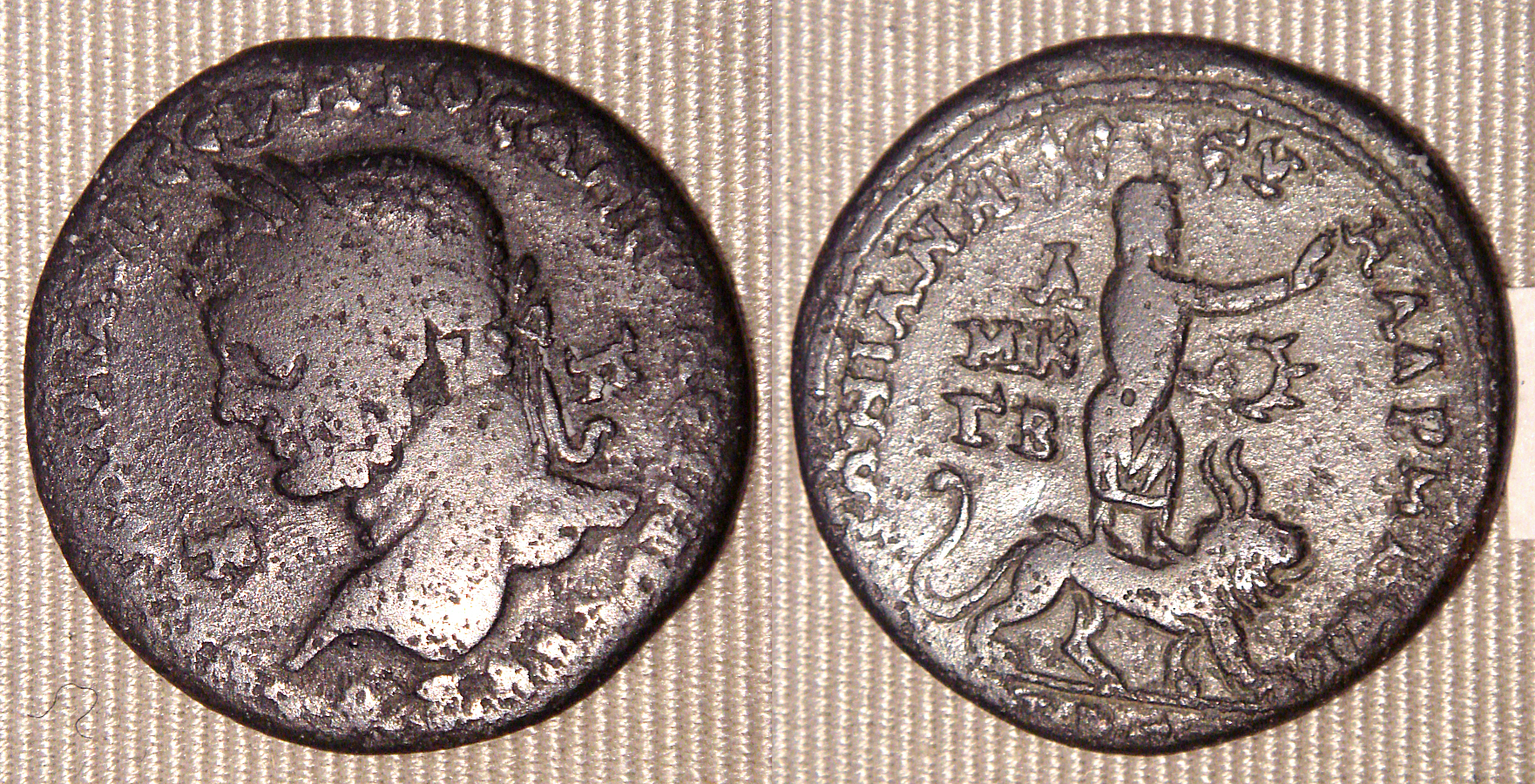
Sesterzio di bronzo da Tarso (Cilicia) con busto di Caracalla (211-217) (dritto), e dio Sandan con in mano una ghirlanda e al fianco leone cornuto (verso).
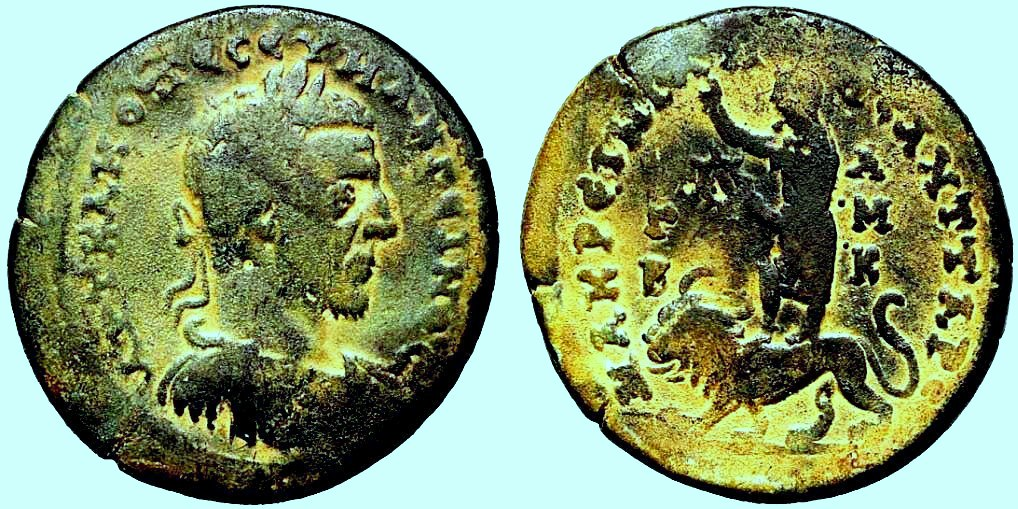
Moneta con busto di Macrino (164-218) (dritto), e dio Sandan con in mano una ghirlanda dietro a leone cornuto (verso).
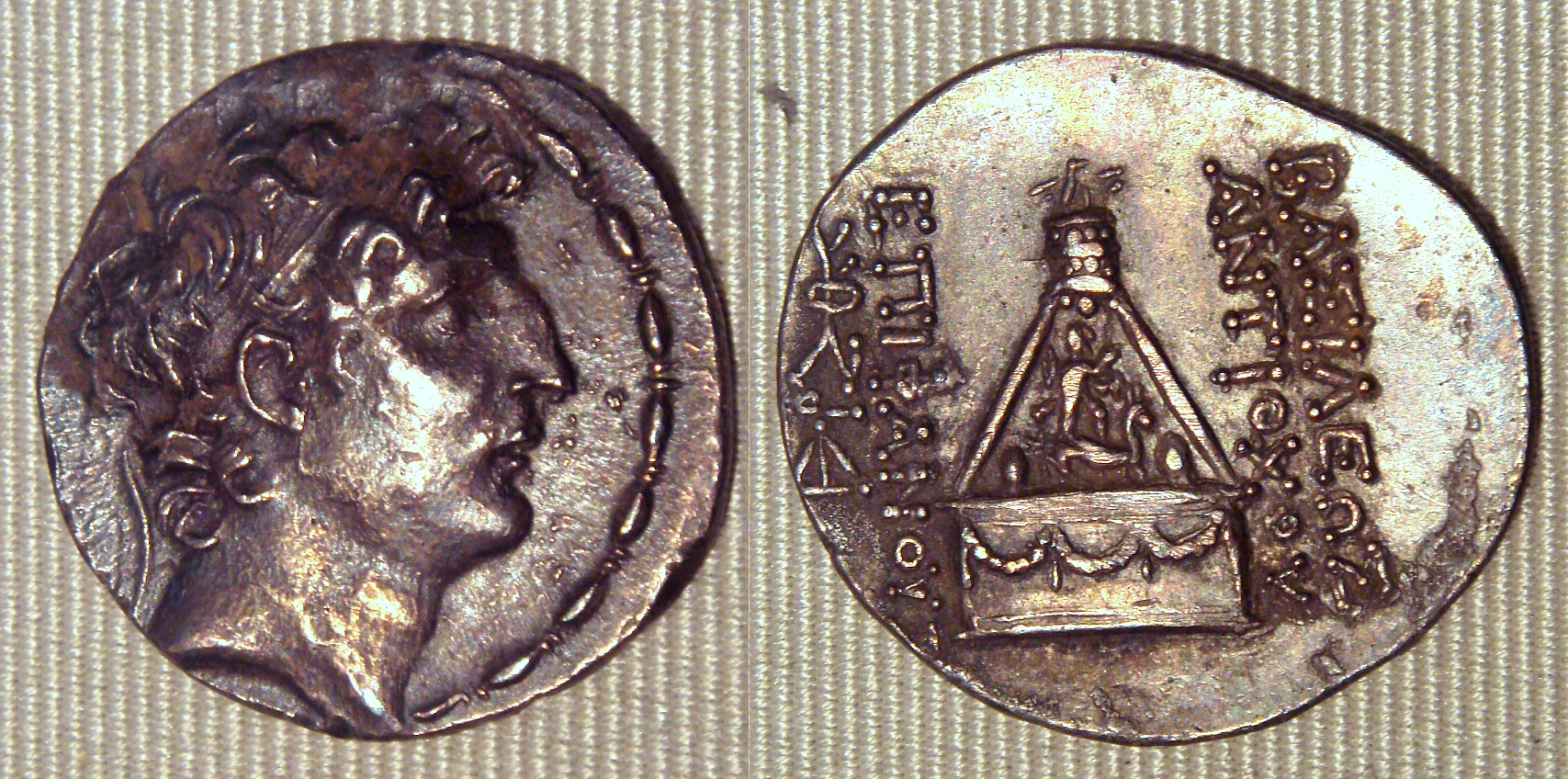
Moneta di Antioco VIII Gripo (dritto) e Pira di Sadan sormontata da aquila con dentro il dio su leone cornuto (verso).

## I festeggiamenti in onore di Sandan

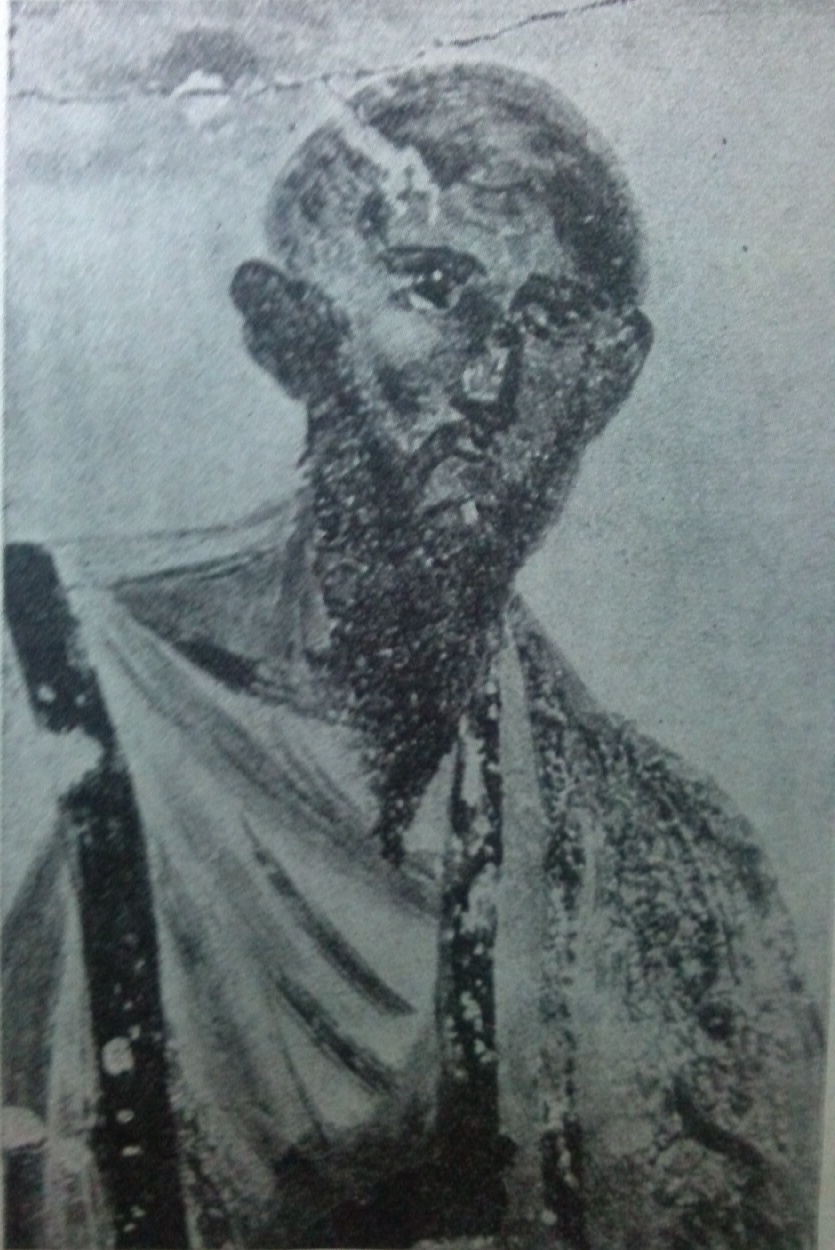
Paolo di Tarso. Affresco Catacomba dei santi Marcellino e Pietro

Come narra Dione Crisostomo, ogni anno, in suo onore, si celebravano grandi feste sulla piazza del mercato con danze e canti. Una grande pira su cui era stata collocata la statua del dio veniva bruciata con solennità. La cerimonia aveva dapprima carattere funebre, ma subito dopo seguiva fra incomposte sfrenatezze la celebrazione della resurrezione del dio: era la rappresentazione della natura vegetativa che moriva sotto gli strali cocenti del sole per risorgere a vita nuova. Una idea, questa, che stava alla base di quasi tutte le religioni orientali e dei loro culti misterici e che 'influenzò forse Shaul Paolo (Saulo di Tarso, l'apostolo) con quell'immagine dell'apoteosi del dio morente e risorto'. 
Queste feste erano ancora in vigore e molto seguite, anche al tempo della prima fanciullezza di Paolo.
'L'espressione paolina, apparentemente indecifrabile, rivestirsi in Cristo, può essere il frutto, magari indiretto, di quelle antiche consuetudini cittadine'.